# Miloš Vučević
Pour les articles homonymes, voir Vučević.
Miloš Vučević, né le 10 décembre 1974 à Novi Sad, est un homme d'État serbe, membre du Parti progressiste serbe (SNS). Il est le maire de Novi Sad pendant dix ans, de 2012 à 2022. Il devient président du gouvernement le 2 mai 2024, puis annonce sa démission le 28 janvier 2025.

## Biographie

### Jeunesse et débuts
Miloš Vučević est né le 10 décembre 1974 à Novi Sad. Il devient maire de la ville en 2012 et le reste durant plus de 10 ans. Sous sa direction, la ville entreprend la rénovation de la gare de Novi Sad, dont l'auvent s'effondre le 1er novembre 2024, faisant 15 morts.

### Président du gouvernement
Lors des élections législatives anticipées du 17 décembre 2023, la coalition électorale au pouvoir La Serbie ne doit pas s'arrêter (SNSDS), formée autour du Parti progressiste (SNS) du président Aleksandar Vučić, arrive largement en tête, frôlant la majorité absolue des suffrages exprimés.
Le 30 mars 2024, le chef de l'État indique sur Instagram avoir proposé à l'Assemblée nationale la candidature de Miloš Vučević, ministre de la Défense, président du SNS et considéré comme un de ses proches, au poste de président du gouvernement. Il forme son gouvernement le 2 mai, qui obtient la confiance des députés par 152 voix sur 250.
Le 28 janvier 2025, alors que se déroulent des manifestations de masse en Serbie, notamment menées par les étudiants à la suite de l'effondrement de l'auvent de la gare de Novi Sad, Miloš Vučević annonce sa démission. Les jours précédents, plusieurs incidents voient des membres du Parti progressiste serbe attaquer des étudiants à Novi Sad. Le même jour, le président serbe Aleksandar Vučić dit se préparer à un large remaniement gouvernemental.